# Asticta lubrosa
Asticta lubrosa är en fjärilsart som beskrevs av Otto Staudinger 1901. Asticta lubrosa ingår i släktet Asticta och familjen nattflyn. Inga underarter finns listade i Catalogue of Life.